# نور مصطفى
نور مصطفى (من مواليد 29 نوفمبر 2001) هي لاعبة كرة قدم سويدية محترفة من أصل كردي. تلعب كمهاجمة لهيبيرنيان. أمضت موسم 2020–21 في إنجلترا مع نادي وست هام يونايتد الإنجليزي لكرة القدم. 
تنشط مع نادي الشعلة السعودي موسم 2024/2025

## مسيرتها مع النوادي

### وست هام
انضمت نور إلى وست هام في يوليو 2020، لتصبح خامس توقيع لوست هام في الصيف. ظهرت نور لأول مرة في 6 سبتمبر حيث جاءت في الدقيقة 81 بالتعادل 1-1 مع توتنهام. تم نقلها إلى نادي لوهافر من القسم الثاني الفرنسي في سبتمبر 2021.

## إحصائيات المهنة

### النادي
آخر تحديث 30 January 2021..
| النادي               | موسم      | الدوري         | الدوري    | الدوري  | الكأس الوطني | الكأس الوطني | كأس الدوري | كأس الدوري | آخر       | آخر     | المجموع   | المجموع |
| النادي               | موسم      | قسم            | المباريات | الأهداف | المباريات    | الأهداف      | المباريات  | الأهداف    | المباريات | الأهداف | المباريات | الأهداف |
| -------------------- | --------- | -------------- | --------- | ------- | ------------ | ------------ | ---------- | ---------- | --------- | ------- | --------- | ------- |
| إسكيلستونا يونايتد   | 2019      | Damallsvenskan | 1         | 0       | 1            | 1            | -          | -          | 0         | 0       | 2         | 1       |
| فريق ويستهام يونايتد | 2020 - 21 | FA WSL         | 4         | 0       | 0            | 0            | 4          | 0          | 0         | 0       | 8         | 0       |
| المجموع              | المجموع   | المجموع        | 5         | 0       | 1            | 1            | 4          | 0          | 0         | 0       | 10        | 1       |

ملحوظات
1. ↑  Appearances in the Svenska Cupen Damer
2. ↑  Appearances in the FA Women's League Cup

## روابط خارجية
- نور مصطفى  على سكروي
- Nor Mustafa at Footofeminin.fr (in French)